# رملینگن-زمنشت
رملینگن-زمنشت (به آلمانی: Remlingen-Semmenstedt) یک شهر  در آلمان است که در وولفنبوتل واقع شده‌است. رملینگن-زمنشت ۲٬۴۵۹ نفر جمعیت دارد.